# مارتن راش
مارتن راش (بالإنجليزية: Martin Rush) هو منافس ألعاب قوى بريطاني، ولد في 25 ديسمبر 1964.

## وصلات خارجية
- مارتن راش على موقع الاتحاد الدولي لألعاب القوى (الإنجليزية)
- مارتن راش على موقع أوليمبيديا (الإنجليزية)